# Lerista lineata
Lerista lineata là một loài thằn lằn trong họ Scincidae. Loài này được Bell mô tả khoa học đầu tiên năm 1833.